# Fidèle de Côme
 (mars 2023).
Si vous disposez d'ouvrages ou d'articles de référence ou si vous connaissez des sites web de qualité traitant du thème abordé ici, merci de compléter l'article en donnant les références utiles à sa vérifiabilité et en les liant à la section « Notes et références ».
Fidèle de Côme, mort vers 304, était un soldat romain, martyrisé sous l’empereur Maximien Hercule. Il est commémoré liturgiquement le 28 octobre.

## Éléments de biographie
Très peu de chose est connu avec certitude. Fidèle s’est converti au christianisme sous l’influence de saint Materne de Milan, prédécesseur de saint Ambroise. Il occupait alors une charge dans l’administration publique. Une autre tradition le considère comme soldat (sans être cependant de la légion thébaine comme l’affirme une troisième tradition).  
Il semble certain que Materne lui ait confié l’évangélisation du bourg de Côme et de sa région environnante encore largement païenne. L’importante dévotion populaire pour saint Fidèle, et les pèlerinages auprès de son tombeau, et cela depuis les temps les plus anciens, confirme cette présence à Côme. 
Fidèle est mort martyr sur les rives du lac de Côme. Un écrivain du VIe siècle, dans sa narration de la vie de saint Antoine de Lérins indique qu’il se réfugia auprès du tombeau de Saint Fidèle, à proximité du lac de Côme.  